# Una familia especial
Una familia especial é uma telenovela argentina produzida pela Pol-ka Producciones e exibida pelo Canal 13 entre 28 de março de 2005 e 11 de agosto de 2005.

## Elenco
- Luis Brandoni como Cayetano.
- Mario Pasik como Hermes.
- Mirta Busnelli como Estrella.
- Mariano Martínez como Santiago.
- Sabrina Garciarena como Selene.
- Gustavo Garzón como Imanol.
- Norma Pons como Lucía.
- Julia Calvo como Helena.
- Mike Amigorena como Helios.
- Muriel Santa Ana como Venus.
- Norman Briski como Manolo.
- Sabrina Carballo como Verónica.
- Enrique Liporacce como Paco.
- Alan Sabbagh como Flavio.
- Emme como Carola.
- Gonzalo Heredia como Diego.